# 日本の掃海艇
日本の掃海艇（にほんのそうかいてい）は、大正年間以降、日本近海で機雷の除去などに従事してきた艦艇である。

## 概要
日本の掃海の歴史は日露戦争の時まで遡るが、本格的な専門の掃海艇が建造されたのは大正年間の第一号型掃海艇が最初である。その後大日本帝国海軍のもとで多数の掃海艇が造られたが、その多くは太平洋戦争で失われた。
1945年（昭和20年）の降伏に伴い、ポツダム宣言にもとづいて日本は非軍事化され、海軍も解体されることになった。しかし終戦の時点で、日本近海には、日本海軍の係維機雷55,347個、連合軍の感応機雷6,546個が残存しており、占領にあたって大きな障害となることが予想されたことから、連合国軍最高司令官総司令部（GHQ）の指示に基づいて9月18日には海軍省軍務局に掃海部が設置され、さらに10月10日には6個地方掃海部と17個地方掃海支部が設置されて、掃海組織の再興が図られた。終戦処理に伴って、海軍省は順次に縮小解体されていったが、掃海部隊は、田村久三大佐の指揮下に、復員庁総務部掃海課、掃海監部と変遷し、復員庁閉庁後は運輸省海運総局の掃海管船部掃海課へと移行した。また一方では、日本海軍の消滅に伴う洋上治安の悪化が深刻化したことから、1946年には、これら旧海軍由来の掃海部隊も取り込む形で、運輸省傘下の法執行機関として海上保安庁が設置された。海上保安庁においては、まず保安局掃海課、ついで1950年（昭和25年）6月には航路啓開本部が設置されて体制強化が図られた。
また同年10月には、朝鮮戦争において、国連軍の対機雷戦戦力の不足を補うため、アメリカ極東海軍から運輸大臣への命令に基づき、航路啓開本部からの抽出によって日本特別掃海隊が組織されて派遣されている。これらの活動はおおむね順調に遂行され、米側より非常に好評であった。しかし元山上陸作戦に伴う同地での掃海活動では、第2掃海隊のMS14号艇が掃海中に触雷・爆沈し、乗組員1人が殉職、18名が重軽傷を負う被害を出した。その後、海保側指揮官が掃海活動の方針変更を具申したのに対し、米軍側指揮官がこれを恫喝的な態度で拒絶し、帰国か作業続行かを要求したことから、第2掃海隊の残り3隻がただちに帰国するという事態になっている。
そして1952年（昭和27年）8月1日、従来は海上保安庁内でそれぞれ別個に存在していた海上警備隊（警備船部隊）と航路啓開本部（掃海部隊）は、警備隊として統合されるとともに海上保安庁から独立し、総理府の外局たる保安庁（警察予備隊本部を増強改編して発足）の傘下に入ることになった。これに伴い、海上警備隊は第二幕僚監部に、航路啓開本部はその傘下の航路啓開部に移行した。そして警備隊が海上自衛隊に改編されると、その掃海隊群とされた。こうして掃海部隊は、旧帝国海軍と海上自衛隊をつなぐ重要な役割を果たしており、旧帝国海軍の伝統を海上自衛隊に伝える文化的な橋渡しをしている。また掃海部隊の技術も100年以上の時間、途切れさせずに来ているのである。
戦後間もない頃は古い艦艇やアメリカ海軍より貸与された艦艇などを使用していたが、1958年（昭和33年）からかさど型掃海艇の建造がはじまり、その後も常に新しい技術の研究を続け、世界最高レベルの掃海部隊として維持されてきている。掃海部隊の現状については掃海隊群を参照のこと。

## 大日本帝国海軍の歴代掃海艇
- 第一号型掃海艇
- 潮型掃海艇（第七号型掃海艇（初代））
- 第五号型掃海艇
- 第七号型掃海艇（2代）
- 第十三号型掃海艇
- 第十七号型掃海艇
- 第七号型掃海艇（3代）
- 第十九号型掃海艇
- 第百一号型掃海艇
- 第一号型掃海特務艇
- 第百一号型掃海特務艇

## 海上自衛隊の歴代掃海艇
- 編入掃海船
- やえやま型掃海艦
- あわじ型掃海艦
- あただ型掃海艇
- やしろ
- かさど型掃海艇
- たかみ型掃海艇
- はつしま型掃海艇
- うわじま型掃海艇
- すがしま型掃海艇
- ひらしま型掃海艇
- えのしま型掃海艇
- 掃海艇1号型